# آنا راسل
آنا راسل (انگلیسی: Anna Russell؛ ۲۷ دسامبر ۱۹۱۱ – ۱۸ اکتبر ۲۰۰۶) یک هنرپیشه، و خواننده اهل بریتانیا بود.